# Algiza
Algiza (łac. Dioecesis Algizensis) – stolica historycznej diecezji w Cesarstwie Rzymskim (prowincja Azja), współcześnie w Turcji. Pierwsze wzmianki o jej biskupach pochodzą z V wieku. Od 1928 katolickie biskupstwo tytularne (wakujące od 1995).

## Biskupi tytularni
| Lp. | Biskup                               | Funkcja                                   | Od                   | Do               |
| --- | ------------------------------------ | ----------------------------------------- | -------------------- | ---------------- |
| 1   | Fiorenzo Umberto Tessiatore OFM      | wikariusz apostolski Xi’anfu (Chiny)      | 18 maja 1928         | 10 kwietnia 1932 |
| 2   | Carlos Carmelo de Vasconcellos Motta | biskup pomocniczy Diamantiny (Brazylia)   | 29 lipca 1932        | 19 grudnia 1935  |
| 3   | Auguste-Maurice Clément              | emerytowany biskup Monako                 | 2 marca 1936         | 3 marca 1939     |
| 4   | Ignacio de Alba y Hernández          | biskup koadiutor Colima (Meksyk)          | 29 kwietnia 1939     | 30 czerwca 1949  |
| 5   | John Patrick Kavanagh                | biskup pomocniczy Dunedin (Nowa Zelandia) | 14 lipca 1949        | 26 grudnia 1957  |
| 6   | Mario Brini                          | urzędnik Kurii Rzymskiej                  | 14 października 1961 | 9 grudnia 1995   |